# マイコン・マルケス・ビテンコウト
マイコン・マルケス・ビテンコウト（Maicon Marques Bitencourt、1990年2月18日 - ）は、ブラジル・リオデジャネイロ州ドゥケ・デ・カシアス出身の元サッカー選手。現役時代のポジションはフォワード。

## 経歴
2006年からフルミネンセのユースでキャリアをスタートした。2007年にトップチームに昇格した。2008年5月18日、ナウチコ戦でデビューを果たした。
2010年3月10日、FCロコモティフ・モスクワに4年契約で移籍した。
2017年6月16日、アンタルヤスポルに移籍した。
2019年1月14日、アトレチコ・ミネイロに移籍した。

## 代表歴
ブラジル代表として2007 南米U-17選手権に出場し2ゴールを挙げチームの優勝に貢献し、FIFA U-17ワールドカップの出場権を獲得した。U-17ワールドカップではベスト16で敗退するも2試合に出場し1ゴールを決めた。2009年にはFIFA U-20ワールドカップに出場し、2ゴールを挙げチームを準優勝に導いた。

## 個人成績

### クラブ
| クラブ                 | シーズン | リーグ | リーグ | カップ | カップ | 国際大会 | 国際大会 | その他 | その他 | 通算 | 通算 |
| クラブ                 | シーズン | 出場   | 得点   | 出場   | 得点   | 出場     | 得点     | 出場   | 得点   | 出場 | 得点 |
| ---------------------- | -------- | ------ | ------ | ------ | ------ | -------- | -------- | ------ | ------ | ---- | ---- |
| フルミネンセ           | 2008     | 13     | 0      | -      | -      | 0        | 0        | 0      | 0      | 13   | 0    |
| フルミネンセ           | 2009     | 21     | 2      | 5      | 2      | 5        | 0        | 13     | 2      | 44   | 6    |
| フルミネンセ           | 2010     | 0      | 0      | 0      | 0      | -        | -        | 8      | 2      | 8    | 2    |
| フルミネンセ           | 通算     | 34     | 2      | 5      | 2      | 5        | 0        | 21     | 4      | 65   | 8    |
| ロコモティフ・モスクワ | 2010     | 18     | 3      | 0      | 0      | 2        | 0        | -      | -      | 20   | 3    |
| ロコモティフ・モスクワ | 2011-12  | 37     | 4      | 2      | 1      | 9        | 3        | -      | -      | 48   | 8    |
| ロコモティフ・モスクワ | 2012-13  | 13     | 3      | 2      | 0      | -        | -        | -      | -      | 15   | 3    |
| ロコモティフ・モスクワ | 通算     | 68     | 10     | 4      | 1      | 11       | 3        | 0      | 0      | 83   | 14   |
| 総通算                 | 総通算   | 102    | 12     | 9      | 3      | 16       | 3        | 21     | 4      | 148  | 22   |

## タイトル
ロコモティフ・モスクワ
- ロシア・カップ：2014-15, 2016-17

ブリーラム・ユナイテッド
- タイ・リーグ1：2021-22
- タイFAカップ：2021-22
- タイ・リーグカップ：2021-22

ブラジル代表
- 南米U-17選手権：2007